# 4661 Yebes
A 4661 Yebes (ideiglenes jelöléssel 1982 WM) a Naprendszer kisbolygóövében található aszteroida. Miguel de Pascual fedezte fel 1982. november 17-én.